# 문경 봉정리 약사여래좌상 및 관세음보살입상
문경 봉정리 약사여래좌상 및 관세음보살입상(聞慶 鳳亭里 藥師如來坐像 및 觀世音菩薩立像)은 대한민국 경상북도 문경시 산양면 봉정리에 있는 남북국 시대 신라의 불상이다. 1999년 3월 11일 경상북도의 유형문화재 제308호로 지정되었다.

## 개요
경상북도 문경시 산양면 봉서사(鳳棲寺)의 절터에 3층 석탑과 함께 서 있는 불상이다. 2구의 불상은 산의 중턱에 위치해 있는데 약사여래좌상은 큰 바위의 한면에 조각되어 있고, 관세음보살입상은 이곳에서 동남쪽으로 10m 정도 아래쪽에 위치한 작은 바위에 조각되어 있다. 관세음보살입상은 원래 약사여래좌상의 협시보살로 가까이 붙어 있었는데, 2차에 걸친 도난이 미수에 그쳐 현 위치에 존재하게 되었다고 한다.
약사여래좌상은 연꽃무늬 대좌 위에 앉아 있는데, 왼손에 약병을 들고 있으며 옷은 양 어깨를 감싼 형태이다. 관세음보살입상은 머리 위에 화려한 보관(寶冠))을 쓰고 있으며, 왼손은 가슴에 올리고 오른손은 아래로 내리고 있다. 본존불인 약사여래좌상보다 크게 조각되었으며, 왼쪽 윗부분의 광배에 총탄에 의한 흔적이 있다. 약사여래좌상의 오른쪽에 다른 협시보살이 존재했을 것으로 추측되지만 이의 행방은 알 수 없다.
통일신라시대에 만들어진 것으로 추정되는 이 불상들은 원형이 잘 보존되어 있으며, 형태·문양 등의 여러 측면에서 주목할 만한 작품이다.

## 참고 자료
- 문경봉정리약사여래좌상및관세음보살입상 - 국가유산청 국가유산포털